# Messaoud Zeghdane
Messaoud Mohammed Zeghdane, arabe : مسعود محمد زغدان né le 25 janvier 1981 en Algérie, est un lutteur libre algérien. Qui a joué pour la catégorie des poids moyens chez les hommes.

## Biographie
Zeghdane a représenté l'Algérie aux Jeux olympiques d'été de 2008 à Pékin, où il a concouru dans la catégorie des 74 kg masculins. Il a reçu un bye pour le tour préliminaire de seize matchs, avant de perdre face à l'Allemand Konstantin Schneider, qui a pu marquer quatre points chacun en deux périodes consécutives, laissant Zeghdane avec un seul point.

## Palmarès

### Compétitions internationales
| Année | Compétition                     | Lieu       | Résultat | Catégorie      |
| ----- | ------------------------------- | ---------- | -------- | -------------- |
| 2005  | Championnats d'Afrique de lutte | Casablanca | 3e       | Moins de 74 kg |
| 2008  | Championnats d'Afrique de lutte | Tunis      | 1er      | Moins de 74 kg |
| 2009  | Championnats d'Afrique de lutte | Casablanca | 3e       | Moins de 74 kg |
| 2010  | Championnats d'Afrique de lutte | Le Caire   | 3e       | Moins de 84 kg |
| 2010  | Championnats arabes de lutte    | Doha       | 2e       | Moins de 84 kg |
| 2011  | Championnats d'Afrique de lutte | Dakar      | 2e       | Moins de 84 kg |
| 2011  | Jeux panarabes                  | Doha       | 2e       | Moins de 84 kg |
| 2012  | Championnats d'Afrique de lutte | Marrakech  | 2e       | Moins de 84 kg |